# Boris Schmidt

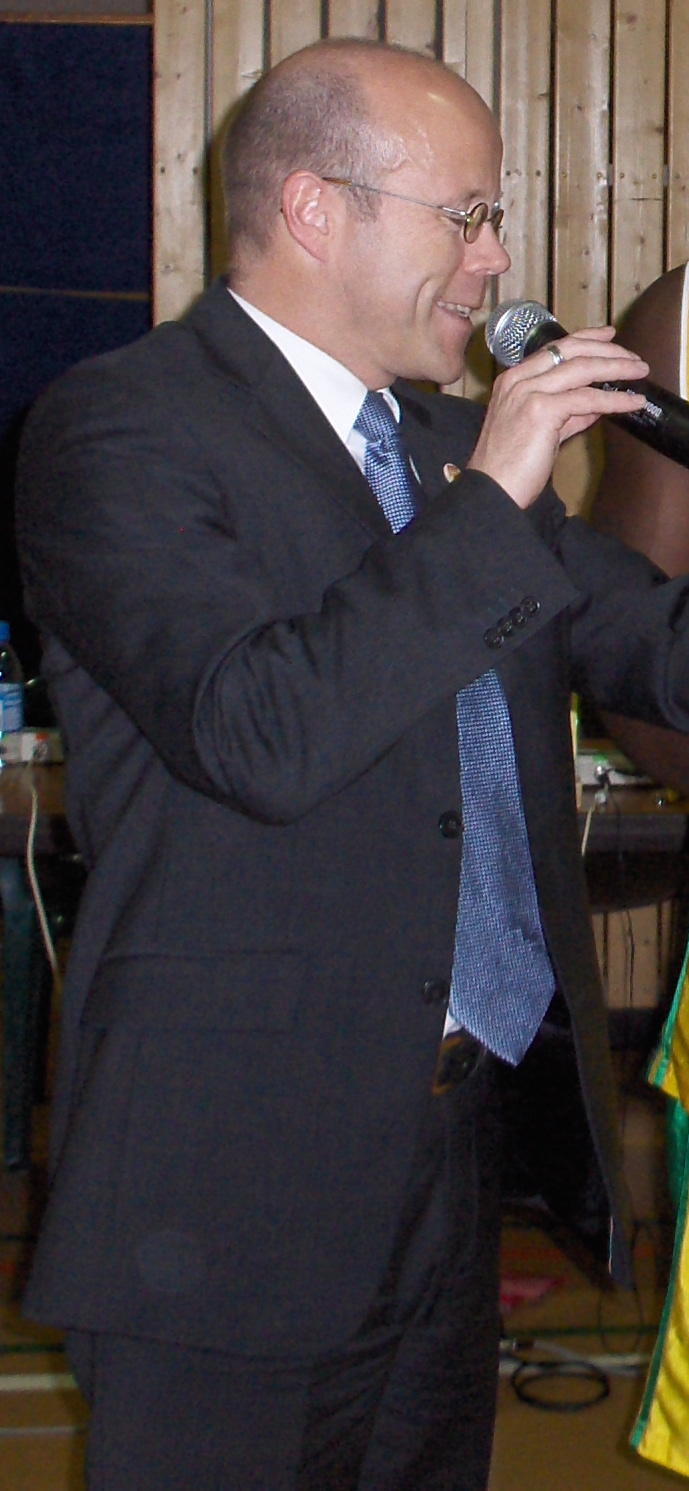

Boris Schmidt (* 4. Dezember 1962) ist ein deutscher Sportfunktionär und ehemaliger Basketballschiedsrichter. Als Schiedsrichter leitete Schmidt mehr als 30 Jahre lang Spiele in deutschen Bundesligen und wurde auch in internationalen Spielen eingesetzt. Unter anderem wegen seiner langjährigen Tätigkeit galt er als einer der bekanntesten Vertreter seiner Zunft in Deutschland. Der Diplom-Sportlehrer ist hauptberuflich als geschäftsführender Vorsitzender der TSG Bergedorf tätig, leitet den Hamburger Basketball-Verband (HBV) sowie seit seinem Karriereende 2015 als Schiedsrichter das Schiedsrichter-Referat der Basketball-Bundesliga.

## Werdegang
Zum Ende seiner Kindheit engagierte sich Schmidt im Tennis und Wasserball in der Leitung von sportlichen Wettbewerben und meldete sich auch beim Basketball mit 15 Jahren zu einem Schiedsrichter-Lehrgang an. Nach zwei Jahren leitete Schmidt mit 17 Jahren erste Spiele in der dritthöchsten deutschen Spielklasse Regionalliga. Während seines Studiums an der Sporthochschule Köln, das er 1987 als Diplom-Sportlehrer beendete, wurde er ab 1985 mit Spielen in der 2. Basketball-Bundesliga auch in bundesweiten Herren-Spielklassen eingesetzt. Nach dem Ende seines Studiums kehrte er in seine Hamburger Heimat zurück und wurde Geschäftsführer bei der TSG Bergedorf, bei der er 2010 zum hauptamtlichen Vorstandsvorsitzenden bestellt wurde. Ein Jahr nach seiner Rückkehr nach Hamburg leitete Schmidt 1988 erstmals ein Spiel in der Basketball-Bundesliga. Ab 1990 leitete er auch internationale Begegnungen; neben einem Freundschaftsländerspiel zwischen Deutschland und den Vereinigten Staaten mit NBA-Profis in der Vorbereitung auf die Olympischen Spiele 2004 und einem Endspiel der Euroleague Women zählen Teilnahmen an den Sommer-Universiaden zu seinen Höhepunkten, als er die Endspiele 2001 und 2013 leitete.
Als Jugendtrainer der TSG Bergedorf führte er im Jahr 2000 die A-Jugend seines Vereins zum dritten Platz bei den deutschen Meisterschaften. Zu seinen Schützlingen in Bergedorf gehörte der spätere Profitrainer Martin Schiller.
In einer Sportart, die insbesondere im Spitzensportbereich von Menschen mit überdurchschnittlicher Körpergröße betrieben wird, war Schmidt als Schiedsrichter mit einer Körperlänge von knapp 170 cm in der überwiegenden Zahl der Spiele die kleinste Person auf dem Spielfeld. Der oftmals starke körperliche Kontrast zu den Spielern, die Schmidt um deutlich mehr als eine Kopflänge überragten, beeinflussten diesen aber nicht in seiner Spielleitung und Regelauslegung. Stattdessen galt Schmidt als willensstark und zog die von ihm vertretene Linie der Regelauslegung konsequent durch. Dabei war er dafür bekannt, Proteste der Spieler und Trainer schnell mit technischen Fouls zu ahnden, weshalb diese von Vereinsverantwortlichen oftmals vor Spielbeginn besonders vor Schmidt vorgewarnt wurden. Dies machte ihn auch unter den Zuschauern und Fans zu einer Reizfigur. Insbesondere in der zweiten Hälfte seiner Schiedsrichterlaufbahn hatte sich Schmidt durch seine konsequente Haltung auch die Achtung der Spieler verschafft und wurde unter anderem 2006 als Schiedsrichter des Jahres in Deutschland ausgezeichnet.
1995 wurde Schmidt mit der Silbernen und 2010 mit der Goldenen Ehrennadel des Deutschen Basketball-Bundes (DBB) ausgezeichnet.
Nachdem Schmidt die international für Schiedsrichter geltende Altersgrenze von 50 Jahren überschritten hatte, trat er zum Ende der Bundesliga-Spielzeit 2014/15 nach 525 Einsätzen in der höchsten deutschen Herren-Spielklasse von der Spielleitung zurück. Neben seiner hauptberuflichen Tätigkeit sowie der Leitung des HBV und dem Beisitz im Schiedsrichterausschuss des DBB übernahm Schmidt als Nachfolger von Harald Steinhoff anschließend das Schiedsrichterreferat der eigenständig organisierten Basketball-Bundesliga der Herren, wo er unter anderem für die Schiedsrichteransetzungen der Spiele der Bundesliga zuständig ist.
Schmidt war Kassenwart des Hamburger Basketball-Verbandes (HBV), im April 2005 wurde er zum HBV-Vorsitzenden gewählt. Im März 2017 wurde Schmidt zusätzlich Vorsitzender des „Freiburger Kreises“.